# Književnost u 2003.
◄◄ | ◄ | 2000. | 2001. | 2002. | 2003.  | 2004. | 2005. | 2006. | ► | ►►
Arhitektura • Astronautika • Astronomija • Biologija • Film • Fotografija • Glazba • Kazalište • Kemija • Kiparstvo • Knjige • Književnost • Kršćanstvo • Meteorologija • Medicina • Planinarstvo • Politika • Pravo • Promet • Slikarstvo • Strip • Šport • Televizija • Znanost • Zrakoplovstvo • Željeznički promet
Književnost u 2003.

## Svijet

### Književna djela
- Harry Potter i Red feniksa, J. K. Rowling

### Nagrade i priznanja
- Nobelova nagrada za književnost:

## Hrvatska i u Hrvata

### Književna djela
- Država Božja 2053. Ive Brešana

## Vanjske poveznice
|  | Zajednički poslužitelj ima još gradiva o temi Književnost u 2003. |